# 187
187（一百八十七）是186與188之間的自然數。

## 數學領域
- 合數，正因數有1、11、17和187。
質因數分解為{\displaystyle 11\times 17}。
- 虧數，真因數和為29，虧度為158。
- 不尋常數，大於平方根的質因數為17。
- 第61個半質數。前一個為185、下一個為194。
- 無平方數因數的數。
- 第22個十进制的自我數。前一個為176、下一個為198。
- 第98個十进制的奢侈數。前一個為186、下一個為188。
- 是三個連續質數的和：59 + 61 + 67。
- 是九個連續質數的和：7 + 11 + 13 + 17 + 19 + 23 + 29 + 31 + 37。
- 可以用二種方式表示為二個平方數的差：= 142 - 32 = 942 -932。
- 是有形數
  - 是中心31邊形數。
  - 是梯形數
- 滿足下列性質的最小整數n：若質數p為n的因數，則p-3為n-3的因數（Quasi-Carmichael numbers to base 7）。
- 相反數-187為殭屍數，即位數和（首位含負號）的平方與自身的和大於零的負數，即{\displaystyle {{-{187}}+{{\left({{{-{1}}+{8}}+{7}}\right)}^{2}}}=9}。前一個為-188，後一個為-179（OEIS數列A328933）。